# Włodzimierz Braun
Włodzimierz Stefan Braun (ur. 20 września 1906 w Tenczynku, zm. 21 czerwca 1967 w Londynie) – kapitan pilot Polskich Sił Powietrznych w Wielkiej Brytanii, kawaler Orderu Virtuti Militari.

## Życiorys
W 1925 roku rozpoczął naukę w Oficerskiej Szkole Lotnictwa w Grudziądzu, którą ukończył w 1927 roku jako obserwator z 50. lokatą (I promocja). W stopniu sierżanta podchorążego obserwatora otrzymał przydział do 23. eskadry lotniczej 2 pułku lotniczego. 27 lutego 1928 Prezydent RP mianował go na stopień podporucznika ze starszeństwem z 15 lutego 1928 i 40. lokatą w korpusie oficerów lotnictwa, a minister spraw wojskowych wcielił do 2 pułku lotniczego. W tym samym roku został przydzielony do 22 eskadry liniowej.
W 1930 przeszedł przeszkolenie w zakresie pilotażu. 2 grudnia 1930 został mianowany porucznikiem ze starszeństwem z 1 stycznia 1931 i 32. lokatą w korpusie oficerów aeronautycznych. Od 1935 roku pełnił w 2 pułku lotniczym funkcje naziemne: adiutanta pułku i oficera mobilizacyjnego. W czasie kampanii wrześniowej nie walczył, przedostał się do Wielkiej Brytanii. Wstąpił do RAF, gdzie otrzymał numer służbowy P-0540.
Służył w 304 dywizjonie bombowym „Ziemi Śląskiej im. Ks. Józefa Poniatowskiego” oraz w Polskim Oddziale Transportowym Takoradi – Kair.
Został zdemobilizowany w polskim stopniu kapitana i angielskim Flight Lieutenant, pozostał na emigracji w Wielkiej Brytanii. Zmarł 21 czerwca 1967 roku w New Cross Hospital w Londynie. 

## Ordery i odznaczenia
- Krzyż Srebrny Orderu Virtuti Militari nr 9685[5]
- Krzyż Walecznych - trzykrotnie
- Medal Lotniczy - trzykrotnie